# Альценау
Альценау (нім. Alzenau) — місто в Німеччині, розташоване в землі Баварія. Підпорядковується адміністративному округу Нижня Франконія. Входить до складу району Ашаффенбург.
Площа — 59,33 км2. Населення становить 18 525 ос. (станом на 31 грудня 2020).